# Lauren Etame Mayer
Laureano Bisan Etamé-Mayer (Kribi, 1977. január 19. –), ismert nevén Lauren, kameruni labdarúgóhátvéd. Rendelkezik spanyol állampolgársággal is.
A kameruni válogatott színeiben részt vett az 1998-as és a 2002-es labdarúgó-világbajnokságon, illetve a 2000. évi nyári olimpiai játékokon, ahol aranyérmet szereztek. Részt vett a 2001-es konföderációs kupán is. A 2003–04-es szezonban a PFA beválasztotta az angol élvonal álomcsapatába.